# Championnats de Hongrie d'escrime 1901
Navigation
Édition précédente Édition suivante
Les championnats de Hongrie d'escrime 1901 ont lieu le 29 avril 1901 à Budapest. Ce sont les deuxièmes championnats d'escrime de histoire en Hongrie. Ils sont organisés par la MVSz.
Les championnats comportent seulement deux épreuves, le fleuret masculin et le sabre masculin.

## Classements
| Épreuves          | Or                        | Argent               | Bronze                      |
| ----------------- | ------------------------- | -------------------- | --------------------------- |
| Fleuret           |                           |                      |                             |
| Hommes individuel | Alajos Akay Wesselényi VC | László Pórteleky MAC | Ferenc Tóth Wiener Neustadt |
| Epée              |                           |                      |                             |
| Hommes individuel | Béla Nagy Santelli iskola | László Pórteleky MAC | Géza Krencsey Wesselényi VC |